# Gryllotalpa elegans
Gryllotalpa elegans är en insektsart som beskrevs av Lucien Chopard 1934. Gryllotalpa elegans ingår i släktet Gryllotalpa och familjen mullvadssyrsor. Inga underarter finns listade i Catalogue of Life.